# Johann Wilhelm Ludwig Gleim
Johann Wilhelm Ludwig Gleim, né à Ermsleben (Ostharz) le 2 avril 1719, mort à Halberstadt le 18 février 1803, est un poète allemand.

## Biographie
Gleim étudie le droit à Halle où il se lie avec quelques jeunes poètes, Uz, Götz, etc., puis passe plusieurs années à Berlin, devient secrétaire du chapitre de la cathédrale de Halberstadt, et chanoine de Walbeck. Il réunit dans sa maison une foule d’écrivains de talent ou d’avenir, comme Klopstock, Mendelssohn, Herder, Voß ou Seume, qui l’appellent « le père Gleim ». Il a auprès de lui sa nièce, nommée Sophie-Dorothée, qui est célébrée, sous le nom de Gleminde, par les jeunes protégés du chanoine. Il recherche, en outre, l’amitié ou du moins la connaissance, de tous les poètes germanophones.
Gleim doit sa grande réputation de poète lyrique à la fois à son talent et à la bienveillance de son caractère. Il s’efforce de tenir le milieu entre l’école saxonne et l’école suisse, entre les amis de Gottsched et de Bodmer. On le surnomme à la fois « l’Anacréon » et le « Tyrtée allemand. » C’est surtout ce dernier titre qui s’est maintenu.
Ses nombreuses poésies lyriques comprennent des chants anacréontiques, des poésies à la manière de Pétrarque ; des imitations des Minnesingers, des chansons de table ; enfin des hymnes guerriers, Parmi celles-ci on cite, comme les plus remarquables, par l’enthousiasme patriotique et l’accent héroïque, les Preussische Kriegslieder eines Grenadiers (Chants de guerre du grenadier prussien ; Berlin, 1758, in-12, avec musique). Ce sont les premières poésies de cette nature qui devinrent populaires, et le surnom de « grenadier prussien » resta longtemps à l’auteur. Quoiqu’elles fussent toutes à l’honneur de Frédéric le Grand, celui-ci ne parait pas les avoir connues, ou plutôt les avoir dédaignées. Quelques-unes des chansons prussiennes furent traduites en français dans le Journal étranger (novembre 1761). Marmontel cite celle sur la victoire de Lobositz, dans ses Éléments de littérature.
Gleim écrit en outre le poème didactique Halladat, ou le Livre rouge (1774), regardé comme un de ses meilleurs ouvrages, recueil de préceptes sur les devoirs de l’homme d’après les lumières naturelles ; le style en est clair et élevé et dans la couleur orientale.
On cite encore de Gleim des épigrammes, des épîtres, des satires, des fables, des romans, un drame pastoral, des lettres, etc.
Ses Œuvres complètes ont été réunies par W. Körte (Saemmtlische Werke ; Halberstadt, 1811-1813, 7 vol.; Leipzig, 1841, 8 vol.).

## Œuvres
- Versuch in scherzhaften Liedern
- Der blöde Schäfer
- Fabeln
- Romanzen
- Preußische Kriegslieder in den Feldzügen 1756 und 1757 von einem Grenadier
- Petrarchische Gedichte
- Briefe von den Herren Gleim und Jacobi
- Gedichte nach den Minnesingern
- Halladat oder Das rothe Buch
- Preußische Kriegslieder, im März und April, 1778
- Gedichte nach Walter von der Vogelweide
- Episteln
- Preußische Kriegslieder im May, 1790
- Zeitgedichte vom alten Gleim
- Kriegslieder im Jahr, 1793